# Povijest Brazila
Povijest Brazila počinje dolaskom prvih ljudi u Južnu Ameriku prije najmanje 22 000 godina prije Krista. Krajem 15. stoljeća, kada je potpisan Tordesillasov sporazum, cijelo područje koje je danas poznato kao Brazil bilo je naseljeno polunomadskim plemenima koja su preživljavala od lova, ribolova, sakupljanja i poljoprivrede. Dana, 22. travnja 1500. Pedro Álvares Cabral, generalni kapetan portugalske ekspedicije na putu za Indiju, stigao je u Porto Seguro u Bahiji, čime je regija postala kolonija Kraljevine Portugal.
U 1530-ima, portugalska kruna provela je politiku kolonizacije novootkrivene zemlje, koja je bila organizirana kroz raspodjelu nasljednih kapetanija članovima plemstva, međutim, ovaj sustav nije uspio, jer su napredovale samo kapetanije Pernambuco i São Vincente. Godine 1548. nastala  je država Brazil, s posljedičnim postavljanjem opće vlade, a sljedeće godine osnovano je prvo kolonijalno sjedište, Salvador. Gospodarstvo kolonije, koje je započelo eksploatacijom šuma i razmjenom između doseljenika i Indijanaca, postupno je počelo dominirati uzgojem šećerne trske uz korištenje robovske radne snage, u početku autohtone, a kasnije afričke. 
Eksploatacija brazilskog drva bila je prva gospodarska aktivnost u Brazilu. Drvo, Paubrasilia echinata, koje se također naziva brazilsko drvo ili pernambukovo drvo, a koje su Tupi Indijanci zvali ibirapitanga — bilo je bogatstvo za kojim je rasla potražnja u modernoj Europi. Procjenjuje se da je u vrijeme otkrića bilo više od 70 milijuna stabala, u 18 km dugom pojasu obale od Rio Grande do Norte do Guanabara Baya. Gotovo sva su posječena i prevezena na europsko kopno. Eksploatacija je bila tolika da je vrsta vrlo brzo zaštićena, kako ne bi pretrpjela izumiranje.
Krajem 17. stoljeća, preko istraživača, u unutrašnjosti Brazila otkrivena su važna nalazišta zlata koja su bila odlučujuća za njegovo naseljavanje i koja označavaju početak takozvanog zlatnog ciklusa, razdoblja koje označava uspon Kapetanije Minas Gerais, odvojena od Kapetanije São Paulo i Minas de Ouro, u kolonijalnom gospodarstvu. Godine 1763. sjedište države Brazil prebačeno je u Rio de Janeiro.
Godine 1808., s premještanjem portugalskog dvora u Brazil, bježeći od mogućeg potčinjavanja od Francuza, što je posljedica rata na poluotoku koji se vodio između portugalskih trupa i trupa Napoleona Bonapartea, princ regent Ivan, sin kraljice Marije I., otvorio je luke tadašnje kolonije, dopustio rad tvornica i osnovao Banku Brazila. Godine 1815. tadašnja država Brazil uzdignuta je na status kraljevstva, ujedinjena s kraljevstvima Portugala i Algarvesa, sa službenim nazivom Ujedinjeno Kraljevstvo Portugala, Brazila i Algarvesa, a Marija I. prikupila je tri krune. 
Dana, 7. rujna 1822. Ivan VI. proglasio je neovisnost Brazila od Ujedinjenog Kraljevstva Portugala, Brazila i Algarvesa i osnovao Brazilsko Carstvo, okrunivši se za cara kao Pedro I. Brazilski. Vladao je do 1831., kada je abdicirao i proslijedio brazilsku krunu svom sinu, Pedru de Alcântari, koji je imao samo pet godina. U dobi od četrnaest godina, 1840., Pedro de Alcântara (sin) proglasio je svoju punoljetnost, okrunjen je za cara sljedeće godine kao Pedro II. Brazilski. Godine 1888. njegova kći, princeza Isabela Brazilska, potpisala je dekret kojim je ukinuto ropstvo u Brazilu, poznato kao Lei Áurea.
Dana, 15. studenog 1889. Republiku je proglasio maršal Deodoro da Fonseca, čime je započela takozvana Stara Republika, koja je završila tek 1930. dolaskom Getúlija Vargasa na vlast. Od tada nadalje, ističe se industrijalizacija zemlje; sudjelovanje u Drugom svjetskom ratu na strani Sjedinjenih Američkih Država; prijenos savezne prijestolnice iz Rio de Janeira u Braziliju; i vojni udar 1964., kada je general Castelo Branco preuzeo predsjedništvo. Vojna je diktatura, pod izlikom borbe protiv subverzije i korupcije, gušila ustavna prava, progonila i cenzurirala medije, gasila političke stranke i radila dvostranačje. Nakon završetka vojnog režima, savezni zastupnici i senatori sastali su se 1988. u Nacionalnoj ustavotvornoj skupštini i proglasili novi Ustav, koji proširuje individualna prava. Zemlja se ponovno demokratizirala, ekonomski napredovala i sve se više uključuje u međunarodna zbivanja.